# Trachelopachys ignacio
Espèce
Trachelopachys ignacio est une espèce d'araignées aranéomorphes de la famille des Trachelidae.

## Distribution
Cette espèce est endémique du Paraguay.

## Description
Le mâle holotype mesure 6,23 mm et les femelles de 6,59 à 6,62 mm.

## Étymologie
Son nom d'espèce lui a été donné en référence au lieu de sa découverte, San Ignacio.

## Publication originale
- Platnick, 1975 : A revision of the South American spider genus Trachelopachys (Araneae, Clubionidae). American Museum Novitates, no 2589, p. 1-25 (texte intégral).